# Ивановская (бывший Никольский сельсовет)
Ивановская — деревня в Шенкурском районе Архангельской области. Входит в состав муниципального образования «Никольское».

## География
Деревня расположена в южной части Архангельской области, в таёжной зоне, в пределах северной части Русской равнины, в 9,5 километрах на северо-запад от города Шенкурска, на правом берегу реки Юмзеньга, притока реки Вага. Ближайшие населённые пункты: на юго-западе деревня Кузнецовская.
Часовой пояс
Ивановская, как и вся Архангельская область, находится в часовой зоне МСК (московское время). Смещение применяемого времени относительно UTC составляет +3:00.

## Население
| 2002 | 2010 | 2012 |
| ---- | ---- | ---- |
| 16   | ↘7   | ↗10  |

## История
Указана в «Списке населённых мест по сведениям 1859 года» в составе Шенкурского уезда(1-го стана) Архангельской губернии под номером «2356» как «Ивановская». Насчитывала 4 двора, 17 жителей мужского пола и 17 женского.
В «Списке населенных мест Архангельской губернии к 1905 году» деревня Ивановская(Б.Заюмзеньга) насчитывает 12 дворов, 57 мужчин и 49 женщин. В административном отношении деревня входила в состав Володимировского сельского общества Великониколаевской волости.
На 1 мая 1922 года в поселении 19 дворов, 31 мужчина и 45 женщин.